# Amicale sportive de Vitré
Maillots
Actualités
Dernière mise à jour : 20 juillet 2024.
L'Amicale sportive de Vitré est un club français de football fondé en 1907 et situé à Vitré en Ille-et-Vilaine.
Après avoir passé la majeure partie du XXe siècle dans les échelons amateurs du football régional, ce club breton évolue depuis le début des années 1990 dans les 4e et 5e divisions nationales. Il joue ainsi actuellement en National 3. Cependant, il bénéficie ponctuellement d'une certaine couverture médiatique au gré de ses performances en Coupe de France qui lui ont permis d'être considéré comme « petit poucet » de la compétition à plusieurs reprises. L'AS Vitré s'est notamment qualifié pour un quart de finale perdu face au FC Nantes en 2019.
Le club, dont l'équipe fanion est entraînée par Laurent Hervé, connaît entre 2023 et 2025 des difficultés financières, le plaçant sous la surveillance de la Direction nationale du contrôle de gestion.

## Histoire

### 1907-1985: Origines et montée progressive des échelons amateurs
L'AS Vitré est fondée en 1907 par Joseph Durando Venturino, chirurgien-dentiste, qui est également à l'origine de l'inauguration du stade municipal en 1922. Situé aux pieds du château Marie, c'est sur ce terrain que le club reçoit le Red Star, vainqueur de la Coupe de France la même année, pour un match inaugural prestigieux.
Dans les années 1950, L'Amicale sportive, alors dirigée par René Boursin, président resté le plus longuement en poste, atteint pour la première fois la Division d'Honneur Régionale avant de passer aux mains de Louis Giroux en 1956, également élu maire de Vitré trois ans plus tard. Le club progresse encore en 1979, date à laquelle il atteint la Division Supérieure Régionale, où il se maintient jusqu'en 1985.

### 1985-1993: Performances à échelle régionale
Le club connaît alors une période faste, de rupture presque, en enchaînant les bons résultats et les performances. Ainsi, en 1988, il soulève l'un de ses trophées les plus prestigieux en remportant la Coupe de l'Ouest, tandis qu'il poursuit sur son élan dès l'année suivante en atteignant la finale de la même compétition, perdue contre le Stade Léonard Kreisker, et en atteignant pour la première fois le 8e tour de la Coupe de France où il s'incline face au Stade rennais. L'AS Vitré renouvèle encore ses bons résultats nationaux l'année suivante, en 1990, en se qualifiant à nouveau pour le même stade de la compétition, cette fois-ci avant de chuter face au Stade lavallois sur le score de 0-4. Elle s'impose de fait comme une « place forte du football régional » à cette période, ce que ses titres de champion de Division d'Honneur de Bretagne 1991 et de vice-champion de Division 4 1992 viennent attester. Ce dernier résultat lui permet d'évoluer l'année suivante en Division 3 nationale, plus haut échelon atteint par les Vitréens, juste avant que la réforme du championnat de National ne mène à sa relégation en 1993. Parallèlement, c'est cette même saison qui voit l'AS Vitré perdre son statut de club comptant le plus d'adhérents de la région.

### Depuis 1993: Installation dans les championnats de4eet5edivisions

#### 1993-2005: Premières percées en4edivision et premiers16ede finale en Coupe de France
Après 1993, malgré une 5e place de groupe de National 2 en 1994-1995, les performances se tarissent quelque peu pour l'AS Vitré qui se voit même reléguée en 5e division au terme de la saison 1996-1997. Après une brève montée en National 2 en 2002 suivie d'une relégation dès 2003, l'équipe alors menée par Joël Cloarec devient championne de France de D5 en remportant le championnat de CFA 2 en 2005 sur fond d'une vive rivalité naissante avec l'autre club de la ville, La Vitréenne FC,. 
Par ailleurs, les Sang-et-Or performent en Coupe de France. En 1997 puis 2003, le club atteint par deux fois les seizièmes de finale de la compétition, perdues sur le score de 1-3 respectivement face à l'Olympique lyonnais et à l'AC Ajaccio. Ces deux matchs face à des équipes de Ligue 1, joués au Stade de la route de Lorient, ont été de véritables événements pour une équipe ballotée entre les 4e et 5e divisions soutenue par près de 5 000 spectateurs. 

#### 2005-2019: Performances d'un «petit poucet» en Coupe de France et installation en4edivision
Malgré son titre en 2005 et trois années dans le haut du tableau de CFA, l'ASV est de nouveau reléguée en 2009. En dépit d'une ambition assumée par l'entraîneur Michel Sorin de retrouver la 4e division au plus vite, la montée se fait attendre, à l'image de la saison 2011-2012. Ainsi, au terme de cette dernière, les Sang-et-Or échoient à la deuxième place, juste derrière l'US Saint-Malo, autre rival majeur du club aux côtés de La Vitréenne FC. C'est finalement face à la réserve de l'EA Guingamp, à la 89e minute du dernier match du championnat, que Vitré obtient de nouveau sa promotion en division supérieure en 2013 ; le club est, par la même, vainqueur d'un groupe de CFA 2 pour la deuxième fois de son histoire après 2005. La même année, grâce à une victoire de son équipe réserve sur l'Association sportive brestoise, le club remporte pour la deuxième fois la Coupe de Bretagne, une première depuis son titre en 1988 alors que alors que la compétition se nommait encore Coupe de l'Ouest. En 2016, les Vitréens réitèrent la performance, lorsqu'ils battent le Stade rennais B sur le score de 2-0.
En Coupe de France, l'Amicale sportive de Vitré performe à nouveau en se hissant par trois fois en huitième de finale avec même une qualification pour un quart de finale record pour le club en 2019. Si l'édition 2005-2006 est déjà un événement pour l'AS Vitré qui ne s'incline que face au LOSC Lille sur le score de 0-2, celle de 2008-2009 la voit renouveler l'exploit, en éliminant coup sur coup trois équipes de National, l'US Créteil-Lusitanos au terme d'un match très accroché marqué par une séance de tirs au but tendue (1-1 (9 - 8 tab)), l'Aviron bayonnais FC et le FC Libourne-Saint-Seurin, avant de tomber face au CS Sedan Ardennes sur le score de 0-3,.
Cependant, c'est surtout en 2019 que l'Amicale sportive excelle. Après dix années sans parcours particulièrement notable, les Sang-et-Or  se hissent à nouveau en seizième de finale après s'être difficilement défait aux tirs au but de l'ESC Longueau, club de Régional 2. C'est dans un contexte complexe où le club enchaîne les résultats mitigés en championnat qu'il retrouve Le Havre AC, équipe de Ligue 2 dont l'entraîneur Oswald Tanchot est un ancien joueur vitréen. Devant une tribune particulièrement animée de 3 000 spectateurs, les hommes de Michel Sorin l'emportent sur le score de 3-0 au terme d'une rencontre « folle » qualifiée « d'exploit des seizièmes de finale »,. Qualifiés pour la troisième fois en huitième de finale, les Sang-et-Or reproduisent l'exploit en remontant d'un déficit de deux buts pour l'emporter sur Lyon Duchère AS (3-2). Véritable événement à Vitré, la victoire du « petit poucet » de la compétition lui permet de jouer pour la première fois un quart de finale de Coupe de France,,. Joué face au FC Nantes au Stade Francis-Le-Basser, le match s'achève finalement par la défaite de l'Amical sportive sur le score de 0-2. La confrontation tourne cependant à la polémique puisque, déroulée devant plus de 11 000 spectateurs, elle aurait pu générer des revenus non négligeables pour le club breton aux 800 000 euros de budget. Cependant, les Nantais refusent de reverser leur part de recettes même s'il est d'ordinaire la tradition pour les clubs de Ligue 1 de la laisser aux clubs amateurs qu'ils rencontrent. À l'occasion d'un nouveau match opposant les deux équipes en seizième de finale de Coupe de France 2022, Waldemar Kita, président des Canaris, décide cette fois-ci de respecter la coutume au terme de nouvelles tensions entre Nantais et Sang-et-Or, contraints de jouer à la Beaujoire alors qu'ils auraient normalement dû s'opposer au stade municipal de Vitré,.

#### Depuis 2019: Relégations puis régularité en National 3 (D5) mais difficultés internes
Après une saison 2019-2020 mitigée en championnat, l'AS Vitré est reléguée après seulement deux victoires pour douze matchs nuls. Victime de la précoce interruption de saison en raison de la pandémie de Covid-19, elle se retrouve pour la première fois en National 3 depuis sa victoire de groupe en 2013. La descente des Sang-et-Or est néanmoins l'objet d'une certaine anticipation puisqu'elle est synonyme de l'éclosion d'une nouvelle rivalité avec l'Avant garde laïque Drapeau Fougères appelée à ponctuer le parcours vitréen les années suivantes,. L'arrivée de Laurent Hervé au poste d'entraîneur permet au club de terminer une saison 2020-2021 également écourtée en 3e place de poule et de retrouver la National 2 en raison d'un repêchage. La montée reste néanmoins brève puisque les résultats ne permettent pas à l'Amicale sportive, dernière de son groupe, de se maintenir l'année suivante. En 2023 puis en 2024, Vitré échoit par deux fois à la troisième place du championnat, signe d'une grande régularité qui incite Laurent Hervé a affirmer que « l'objectif est atteint » malgré une certaine frustration.
L'intersaison qui suit est marquée par la révélation d'un nouveau logo, de nouvelles couleurs et par l'organisation par le club au stade municipal d'un match opposant les équipes nationales olympiques d'Argentine et de Guinée en préparation des Jeux d'été de Paris. D'un point de vue sportif, l'année 2024-2025 est cependant plus mitigée. Les Sang-et-or font face à des adversaires qu'ils connaissent mal puisqu'ils sont alignés dans un groupe au niveau homogène et majoritairement ligérien et néo-aquitain. Suit une saison aux résultats irréguliers, pendant laquelle l'ASV connaît tantôt de longs mois sans victoires et tantôt des séries prolongées d'invincibilité. Dès lors, le club se retrouve à être bercé entre la toute dernière et la toute première places du classement,. Conscients de la situation hasardeuse, voire périlleuse, les Vitréens obtiennent finalement le maintien lors de leur dernier match à domicile avant de malgré tout achever l'année à la 4e place du championnat,. La même saison, les joueurs de Laurent Hervé passent près de réaliser un nouvel exploit en Coupe de France. Ainsi, ils accrochent le nul au 7e tour face au Stade lavallois, équipe de Ligue 2 qui manque de se faire éliminer dès son entrée en lice. Malgré la défaite, finalement concédée de peu aux tirs au but sur le score de 0-0 (4 - 5 tab), l'Amicale sportive reçoit une belle compensation puisque Laval lui reverse sa part de recette, un gain qui « fait du bien [aux finances du] club » d'après son président.
Par ailleurs, malgré une certaine régularité, l'AS Vitré fait face à des difficultés internes diverses. D'abord, ouverte en 2016, la section féminine du club est au cœur de tensions, notamment en 2023. En effet, des jeunes joueuses et des parents considèrent qu'existent et perdurent des inéquités avec les garçons, en termes de moyens horaires et financiers. Mais ce sont surtout les finances sang-et-or en elles-mêmes qui questionnent alors. Les comptes vitréens sont ainsi surveillés par la Direction nationale du contrôle de gestion. La situation, particulièrement délicate, mène le président du club Stéphane Magat à aborder publiquement la question du dépôt de bilan en cas d'absence de résultats suffisamment probants, avant de démissionner quelques mois plus tard, en mars 2024. Cependant, en juin 2025, l'ASV passe finalement sans difficulté devant la DNCG en parvenant à présenter un budget de 790 000 € pour l'année à suivre, au contraire de douze des quinze autres clubs de National 3 auditionnés le même jour.

## Identité
Les couleurs du club sont le rouge et le jaune, d'où le surnom de « Sang-et-Or » des joueurs du club.
En 2024, l'AS Vitré arbore un nouveau logo. Plus moderne, il retrace l'histoire de la ville et du club grâce à différents éléments :
- Un lion, symbole du blason de la ville de Vitré ;
- Une couronne, présente sur le nouveau logo de la ville de Vitré et rappel au passé médiéval de la ville ;
- Une forme de bouclier pour rappeler encore l'aspect médiéval de la ville et proposer un écusson plus original qu'un simple rond[réf. souhaitée]

Ancien logo.
Logo depuis 2024.

## Résultats sportifs

### Palmarès
| Compétitions nationales | Compétitions régionales |
| --- | --- |
| - Championnat de France D5 (CFA 2, National 3) (1) - Champion : 2005 - Vainqueur de groupe : 2005, 2013 - Coupe de France - Meilleure performance : Quart de finale en 2019 | - Coupe de Bretagne (3) - Vainqueur : 1988, 2013 (réserve) et 2016 (réserve) - Finaliste : 1989 - Championnat de Bretagne (Division d'Honnneur) (1) - Champion ; 1991 |

### Bilan saison par saison
Est présenté ci-dessous le bilan saison par saison de l'Amicale sportive de Vitré depuis 2000.
| Saison  | Div.       | Class.    | M.J. | Vic. | Nuls | Déf. | B.P. | B.C. | Dif. | Coupe de France |
| ------- | ---------- | --------- | ---- | ---- | ---- | ---- | ---- | ---- | ---- | --------------- |
| 2000-01 | CFA 2      | 7e        | 30   | 10   | 10   | 10   | 30   | 34   | -4   | 7e tour         |
| 2001-02 | CFA 2      | 3e        | 30   | 14   | 7    | 9    | 44   | 32   | +12  | 8e tour         |
| 2002-03 | CFA        | 16e       | 34   | 9    | 8    | 17   | 27   | 43   | -16  | 1/32 f.         |
| 2003-04 | CFA 2      | 4e        | 30   | 12   | 11   | 7    | 51   | 34   | +17  | 7e tour         |
| 2004-05 | CFA 2      | Vainqueur | 30   | 16   | 9    | 5    | 50   | 26   | +24  | 8e tour         |
| 2005-06 | CFA        | 5e        | 34   | 13   | 14   | 7    | 43   | 28   | +15  | 1/8 f.          |
| 2006-07 | CFA        | 12e       | 34   | 10   | 12   | 12   | 36   | 37   | -1   | -               |
| 2007-08 | CFA        | 8e        | 34   | 14   | 6    | 14   | 37   | 47   | -10  | 7e tour         |
| 2008-09 | CFA        | 18e       | 30   | 6    | 10   | 18   | 25   | 50   | -25  | 1/8 f.          |
| 2009-10 | CFA 2      | 13e       | 30   | 9    | 9    | 12   | 41   | 35   | +10  | 7e tour         |
| 2010-11 | CFA 2      | 9e        | 30   | 10   | 11   | 9    | 37   | 30   | +7   | 6e tour         |
| 2011-12 | CFA 2      | 2e        | 30   | 15   | 11   | 4    | 61   | 40   | +21  | 1/32 f.         |
| 2012-13 | CFA 2      | Vainqueur | 26   | 13   | 6    | 7    | 43   | 27   | +13  | 8e tour         |
| 2013-14 | CFA        | 6e        | 30   | 11   | 9    | 10   | 36   | 39   | -3   | 8e tour         |
| 2014-15 | CFA        | 7e        | 30   | 13   | 6    | 11   | 45   | 48   | -3   | 8e tour         |
| 2015-16 | CFA        | 14e       | 30   | 7    | 9    | 14   | 33   | 46   | -13  | 6e tour         |
| 2016-17 | CFA        | 6e        | 30   | 12   | 9    | 9    | 36   | 34   | +2   | 7e tour         |
| 2017-18 | National 2 | 11e       | 30   | 8    | 12   | 10   | 43   | 44   | -1   | 8e tour         |
| 2018-19 | National 2 | 12e       | 30   | 8    | 12   | 10   | 34   | 45   | -11  | 1/4 f.          |
| 2019-20 | National 2 | 14e       | 21   | 2    | 12   | 7    | 19   | 26   | -7   | 5e tour         |
| 2020-21 | National 3 | 3e        | 6    | 4    | 1    | 1    | 11   | 3    | +8   | 5e tour         |
| 2021-22 | National 2 | 16e       | 30   | 5    | 10   | 15   | 35   | 53   | -18  | 1/16 f.         |
| 2022-23 | National 3 | 3e        | 26   | 11   | 9    | 6    | 54   | 37   | +17  | 7e tour         |
| 2023-24 | National 3 | 3e        | 26   | 14   | 4    | 8    | 46   | 28   | +18  | 8e tour         |
| 2024-25 | National 3 | 4e        | 26   | 11   | 6    | 9    | 43   | 36   | +7   | 7e tour         |

## Personnalités

### Présidents
L'AS Vitré a compté treize présidents dont les mandats peuvent s'enchevêtrer en raison de périodes de coprésidence.
- 1907-1927 :  Joseph Durando Venturino dit Carlo
- 1927-1956 :  René Boursin
- 1956-1966 :  Louis Giroux
- 1966-1987 :  Alain Soyer
- 1987-1997 :  Bernard Buin
- 1989-2001 :  Robert Boursin
- 1999[8]-2008 :  Jean-Luc Texier
- 2008-2020 :  Guy Guyard et  Daniel Mouton, rejoints par  Jean-Pierre Potel en 2018[48]
- 2020-2024 :  Stéphane Magat
- Depuis 2024 :  Louis-Jonathan Guyard et  Daniel Mouton[49]

### Entraîneurs
- 1998-1999 :  Jean-Paul Rabier
- 2001-2011 :  Joël Cloarec
- 2011-2019 :  Michel Sorin
- Août-octobre 2019 :  Nicolas Cloarec
- Depuis mai 2020 :  Laurent Hervé

## Stade et structures sportives
Depuis 1922, l'AS Vitré évolue au stade municipal de Vitré, situé derrière le château Marie et à côté du Jardin du parc, même s'il a un temps été question d'un déménagement ailleurs en ville notamment entre 2008 et 2014. Il a une capacité totale de 3 500 places et est doté de deux tribunes latérales.

Le centre d'entraînement se situe quant à lui au complexe Saint-Étienne, où ont également déménagés les locaux du club en 2021 après avoir quitté le siège historique du château Marie. Le terrain synthétique servant aux entraînements des équipes a été nommé en 2023 en l'honneur de Stéphanie Frappart, arbitre internationale.

## Rivalités et soutien

### Rivalité avec La Vitréenne football club
La rivalité avec La Vitréenne football club existe depuis la fondation de celui-ci en 1973. Club historique de la ville, l'AS Vitré a dû partager avec son voisin le stade municipal, qui accueille plus de 2 000 spectateurs lors des derbys vitréens . Ce n'est cependant qu'au cours des saisons 1999-2000 et 2000-2001 de CFA 2 que les deux équipes se rencontrent pour la première fois sur un terrain avec trois victoires de La Vitréenne et un match nul, l'ASV ne marquant au total qu'un seul but face à son adversaire. Il faut de fait attendre le 6e tour de la Coupe de France en 2001 pour voir les hommes alors entraînés par Joël Cloarec l'emporter sur le score de 2-1. Le derby tourne par la suite généralement à la faveur de Sang-et-Or en dynamique positive, malgré des scores parfois très accrochés. Après quelques années sans aucune confrontation, les deux clubs se retrouvent en 2007-2008 et en 2008-2009, cette fois-ci en CFA. Véritables événements locaux, couverts par les médias, les matchs, particulièrement serrés, ne permettent à aucun des deux concurrents de se démarquer nettement. Ainsi, par exemple, si La Vitréenne parvient à prendre sa revanche en Coupe de France en 2008, toujours au 6e tour, ce n'est qu'au terme d'un match tendu joué aux tirs au but. La rivalité s'apaise quelque peu les années suivantes puisqu'il faut attendre la saison 2012-2013 de CFA 2 pour voir les deux équipes s'opposer une dernière fois en championnat. Au total, entre 1999 et 2013, l'AS Vitré et La Vitréenne se sont opposées pas mois de seize fois.
À la suite de plusieurs relégations successives entre 2012 et 2014, La Vitréenne décide de repartir en division supérieure régionale (8e division). La rivalité locale mise à mal, les deux clubs ne se retrouvent que dix ans après leur dernière confrontation, au 3e tour de la Coupe de France en 2023. Celle-ci s'achève par une qualification de l'AS Vitré, leader de groupe de National 3, sur le score de 9-0 sur son ancien concurrent alors en Régional 3.
Malgré la rivalité et des tensions persistantes entre les deux clubs et leurs dirigeants, la question de la fusion de l'AS Vitré et de La Vitréenne FC est un sujet récurrent des actualités locales. L'apaisement relatif des relations ne semble cependant pas permettre de rendre réaliste une quelconque forme de rapprochement ou d'association, d'autant que les deux entités, toujours quelque peu rivales, comptent toutes deux un nombre important d'adhérents très attachés à leurs équipes respectives,.
|                 | Matchs | Victoires de l'ASV | Matchs nuls | Victoires de La Vitréenne FC | Buts pour l'ASV | Buts pour La Vitréenne FC |
| --------------- | ------ | ------------------ | ----------- | ---------------------------- | --------------- | ------------------------- |
| CFA             | 4      | 2                  | 1           | 1                            | 3               | 2                         |
| CFA 2           | 10     | 4                  | 3           | 3                            |                 |                           |
| Coupe de France | 3      | 2                  | 0           | 1                            | 11              | 2                         |
| Total           | 17     | 8                  | 4           | 5                            |                 |                           |

### Rivalité avec l'Union sportive Fougères
Si l'on excepte leur rencontre au 3e tour de la Coupe de France 2010-2011, ce n'est qu'en 2020 que l'US Fougères, alors AGLD Fougères, et l'AS Vitré se retrouvent pour la première fois en championnat. Pourtant, ce match entre les clubs de ces deux villes « concurrente[s] territoriale[s] » est d'emblée qualifié de derby « bouillonnant », attirant de nombreux spectateurs venus se presser dans des « tribunes bien garnies ». Lors des saisons 2022-2023 et 2023-2024, se multiplient les rencontres accrochées aux scénarios « rocambolesques », à l'image, le 10 février 2024, d'une victoire 4-1 de Fougères sur son concurrent, alors leader de groupe, grâce à quatre buts consécutifs en deuxième mi-temps.
|                 | Matchs | Victoires de Vitré | Matchs nuls | Victoires de Fougères | Buts pour Vitré | Buts pour Fougères |
| --------------- | ------ | ------------------ | ----------- | --------------------- | --------------- | ------------------ |
| National 3      | 5      | 2                  | 1           | 2                     | 5               | 9                  |
| Coupe de France | 1      | 1                  | 0           | 0                     | 1               | 0                  |
| Total           | 6      | 3                  | 1           | 2                     | 6               | 9                  |

### Rivalité avec l'Union sportive Saint-Malo
Depuis le début des années 1990 et l'installation de l'AS Vitré en 4e et 5e divisions, celle-ci a rencontré de nombreux adversaires, certains très régulièrement. Citons ainsi le cas des équipes réserves du FC Lorient, du Stade rennais et de l'EA Guingamp, ainsi que l'US Montagnarde et le Stade plabennécois, tous rencontrés à au moins vingt-cinq occasions. L'US Saint-Malo tient à ce titre une place particulière parmi les concurrents des Sangs-et-Or puisqu'elle a joué à quarante reprises contre les Vitréens, plus que tout autre adversaire. La rivalité entre les deux clubs, souvent intense, a été qualifiée de « derby bretillien », voire de « Classico » local. Les deux équipes, d'abord en concurrence pour les premières places en 5e division, ont aussi évolué ensemble à l'échelon supérieur, développant « de bonnes relations » tout en regrettant s'opposer dans des matchs tendus. Ce « derby de la peur », dont l'enjeu a pu être la relégation des Malouins et des Vitréens en National 3, a donné lieu à des confrontations serrées dont la dernière en date a contribué à la rétrogradation de l'ASV au terme de la saison 2021-2022 de National 2,. 

### Supporters
Crée en 2016, le Sang-et-Or kop (SOK), regroupe en 2019 plus de 160 supporters.